# Brunbarbett
Brunbarbett (Caloramphus fuliginosus) är en fågel i familjen asiatiska barbetter inom ordningen hackspettartade fåglar.

## Utseende
Sotbrun barbett är en 17,5 cm lång, kortstjärtad barbet med kraftig näbb och brun ovansida. Den är lik sotbrun barbett som tidigare behandlades som underart. Denna är dock undertill är dock gulbrun på haka och strupe och ljusgul på buken, medan brunbarbetten är matt rostskär. Vidare är fötterna orangefärgade, ej skärröda.

## Utbredning och systematik
Brunbarbett delas in i två underarter med följande utbredning:
- Caloramphus fuliginosus tertius – förekommer på norra Borneo
- Caloramphus fuliginosus fuliginosus – förekommer på Borneo förutom i de norra delarna.

Tidigare behandlades sotbrun barbett (C. hayii) som en underart av brunbarbett och vissa gör det fortfarande.

## Status och hot
Arten har ett stort utbredningsområde, men tros minska i antal, dock inte tillräckligt kraftigt för att den ska betraktas som hotad. Internationella naturvårdsunionen IUCN listar därför arten som livskraftig (LC).